# Caselle in Pittari
Caselle in Pittari est une commune italienne de la province de Salerne, dans la région Campanie.

## Géographie
Sur le territoire de la commune se trouve le lac Sabetta, un lac artificiel formé à la suite de la construction, en 1958, par l'Enel (Ente Nazionale per l'Energia Elettrica), principal producteur d'énergie électrique italien d'un barrage sur le cours du Bussento, un petit fleuve de l'Italie méridionale de 37 km de long, qui prend sa source à 900 m d'altitude dans le massif du Cervati, pour alimenter une centrale hydroélectrique souterraine implantée sur le territoire de la commune voisine de Morigerati.

## Administration
| Période                                  | Période | Identité | Étiquette | Qualité |
| ---------------------------------------- | ------- | -------- | --------- | ------- |
|                                          |         |          |           |         |
| Les données manquantes sont à compléter. |         |          |           |         |

### Communes limitrophes
Casaletto Spartano, Morigerati, Rofrano, Sanza, Torre Orsaia.